# EM i cykelcross 2023
EM i cykelcross 2023 var det 21. europæiske mesterskab i cykelcross. Konkurrencerne fandt sted fra den 3. til den 5. november 2023 i Pontchâteau, Frankrig.

## Medaljeoversigt

### Herrer
| Event           | Guld                                   | Sølv                                 | Bronze                            |
| --------------- | -------------------------------------- | ------------------------------------ | --------------------------------- |
| Herrer - Elite  | Michael Vanthourenhout · Belgien (BEL) | Cameron Mason · Storbritannien (GBR) | Lars van der Haar · Holland (NED) |
| Herrer - U23    | Jente Michels · Belgien (BEL)          | Emiel Verstrynge · Belgien (BEL)     | Rémi Lelandais · Frankrig (FRA)   |
| Herrer - Junior | Aubin Sparfel · Frankrig (FRA)         | Zsombor Takács · Ungarn (HUN)        | Jules Simon · Frankrig (FRA)      |

### Damer
| Event          | Guld                                 | Sølv                                       | Bronze                                |
| -------------- | ------------------------------------ | ------------------------------------------ | ------------------------------------- |
| Damer - Elite  | Fem van Empel · Holland (NED)        | Ceylin del Carmen Alvarado · Holland (NED) | Sara Casasola · Italien (ITA)         |
| Damer - U23    | Zoe Bäckstedt · Storbritannien (GBR) | Marie Schreiber · Luxembourg (LUX)         | Kristýna Zemanová · Tjekkiet (CZE)    |
| Damer - Junior | Célia Gery · Frankrig (FRA)          | Cat Ferguson · Storbritannien (GBR)        | Viktória Chladoňová · Slovakiet (SVK) |

### Mixed
| Event              | Guld | Sølv                                                                                                 | Bronze |
| ------------------ | --- | --- | --- |
| Blandet holdstafet | Frankrig · Aubin Sparfel · Rémi Lelandais · Célia Gery · Electa Gallezot · Hélène Clauzel · Joshua Dubau | Storbritannien · Anna Kay · Daniel Barnes · Imogen Wolff · Oscar Amey · Cat Ferguson · Cameron Mason | Belgien · Yorben Lauryssen · Naud De Clercq · Xaydée Van Sinaey · Shanyl De Schoesitter · Sanne Cant · Witse Meeussen |